# Glenea curvilinea
Glenea curvilinea é uma espécie de escaravelho da família Cerambycidae. Foi descrita por Per Olof Christopher Aurivillius em 1926.